# Leiopsammodius martinezi
Leiopsammodius martinezi är en skalbaggsart som beskrevs av Cartwright 1955. Leiopsammodius martinezi ingår i släktet Leiopsammodius och familjen Aphodiidae. Inga underarter finns listade i Catalogue of Life.